# Мезоген

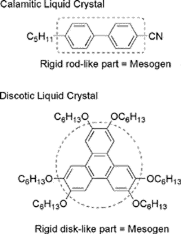
Примеры мезогенных структур

Мезоген — основная единица жидкого кристалла, которая порождает его структурный порядок.
Обычно жидкокристаллическая молекула состоит из жесткой функциональной группы и одной или больше гибких частей. Жесткая часть выстраивает молекулы в одном направлении, в то время как гибкие части ответственны за текучее состояние жидкого кристалла. Эта жесткая часть и есть мезоген. Она обладает ключевой ролью в жидком кристалле, так как оптимальный баланс этих двух частей необходим для формирования жидкокристаллических материалов.
В каламатическом жидком кристалле мезоген представляет стержнеобразную структуру, состоящую из двух или более ароматических и алифатических колец, соединенных в одном направлении. В дискотическом жидком кристалле мезоген определяется как плоское ароматическое ядро, которое ориентирует молекулы в одном направлении.
Эти стержнеобразные и дискообразные структуры формируются не только ковалентными связями, но и нековалентными взаимодействиями. такими как водородные связи, ионные связи и металлической координацией. В подобных случаях, основные структуры, которые определяют макромолекулярные формы собранных молекул, называются мезогенами или мезогенными частями (фрагментами).